# FIFA 16
FIFA 16は、EAスポーツが開発し、エレクトロニック・アーツより発売のコンピュータサッカーゲーム。PlayStation 3、PlayStation 4、Xbox 360、Xbox One、Microsoft Windowsの5機種対応。日本では2015年10月8日に発売された。日本版パッケージには香川真司が登場している。
本作は2015年5月28日に概要が発表され、今作では初めて女子代表チームが収録される。ドイツ・アメリカ・フランス・イングランド・カナダ・オーストラリア・ブラジル・スペイン・スウェーデン・イタリア・メキシコ・中国の12カ国の代表選手が実名で収録される。またこれまで発売されていた任天堂の各機種ソフトでの発売が取りやめとなった。